# Ernst Meumann (Psychologe)

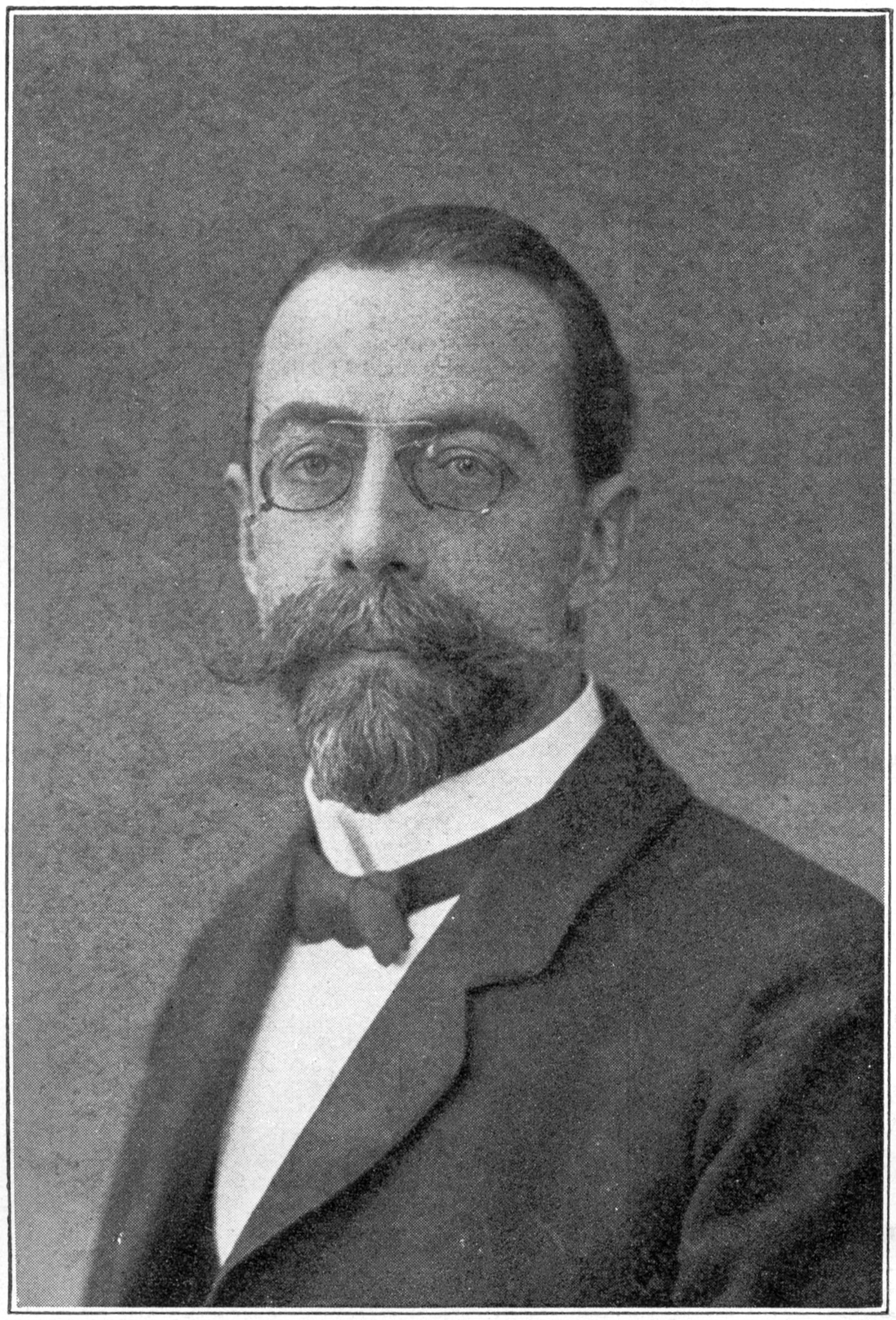
Ernst Meumann

Ernst Friedrich Wilhelm Meumann (* 29. August 1862 in Uerdingen bei Krefeld; † 26. April 1915 in Hamburg) war ein deutscher Experimentalpsychologe. Er gilt als Begründer der Pädagogischen Psychologie und Experimentellen Pädagogik in Deutschland.

## Leben
Meumann war drittes von sechs Kindern des protestantischen Pastors Friedrich Ewald Meumann und dessen Ehefrau Pauline-Henriette, geborene Röhrig. 1866 zog die Familie nach Langenberg (Rheinland), wo der Vater eine Pfarrstelle bekleidete und der Bruder Friedrich Meumann geboren wurde. Nach seinem Abitur in Elberfeld im Jahre 1883 studierte Meumann zunächst Philosophie und Kunstwissenschaft, dann evangelische Theologie und wirkte als Hauslehrer. Nach seiner Promotion 1891 bei Christoph von Sigwart in Tübingen über „Das Grundgesetz der Assoziation und Reproduktion der Vorstellungen“ ging er nach Leipzig an das Institut für experimentelle Psychologie von Wilhelm Wundt. Während des Studiums trat er dem Verein Deutscher Studenten in Bonn und Leipzig bei. Ab 1893 arbeitete er hier als Assistent und habilitierte sich bereits im Jahre darauf mit der Arbeit „Untersuchungen zur Psychologie und Ästhetik des Rhythmus“.
1896 wurde Meumann zum Professor für Philosophie an der Universität Zürich ernannt, an der er bis 1905 blieb. Er baute dort das Psychologische Laboratorium, den Vorläufer des Psychologischen Instituts, auf. Er war ferner an den Universitäten Königsberg, Münster, Halle (Saale) und Leipzig tätig.
Aus dem von Ernst Meumann seit 1911 am Hamburgischen Kolonialinstitut aufgebauten und 1914 gegründeten, interdisziplinär angelegtem Institut für Jugendkunde gingen 1919 bei der Gründung der Universität das Philosophische Seminar (William Stern, Ernst Cassirer), das Psychologische Seminar (William Stern) und das Pädagogische Seminar (Gustaf Deuchler) hervor. Auch der Erziehungswissenschaftler und Schulleiter der Lichtwarkschule Peter Petersen arbeitete in einer Gruppe für Religionspsychologie mit. Meumann war seit 1911 Vorstand im Bund für Schulreform und trat für radikale Reformen wie die Einheitsschule und die akademische Ausbildung der Volksschullehrer ein.
Meumann war Mitbegründer und Herausgeber des ab 1903 erschienenen Archivs für die gesamte Psychologie, ab 1910 auch der Sammlung von Abhandlungen zur psychologischen Pädagogik – Aus dem „Archiv für die gesamte Psychologie“ und ab 1911 Mitherausgeber der Zeitschrift für Pädagogische Psychologie und Experimentelle Pädagogik.
Meumann war Urheber der „Theologenpetition“ von 1886/87, mit der er sich für den Wehrdienst evangelischer Theologiestudenten und gegen einen Vorstoß der Zentrumspartei gegen den Wehrdienst von Geistlichen aussprach.

## Werke
- (1907) Vorlesungen zur Einführung in die Experimentelle Pädagogik und ihre psychologischen Grundlagen. (2 Bde.; 2. Aufl. Engelmann, Leipzig 1911)
- (1908) Intelligenz und Wille. Quelle & Meyer, Leipzig (2. umgearb. und vermehrte Aufl. 1913, weitere Auflagen, hrsg. von G. Störring[3] ebd. ³1920 und 1925)